# Scottie Scheffler
Scott Alexander Scheffler (Ridgewood, 21 de junio de 1996) es un golfista estadounidense que juega en el PGA Tour. Actualmente es el número uno del mundo, puesto que alcanzó por primera vez en la Ranking Mundial Oficial de Golf en marzo de 2022, y que ha mantenido durante más de 80 semanas. Ha ganado el Masters de Augusta en dos ocasiones: 2022 y 2024. Se convirtió en el primer jugador en ganar el The Players Championship en años consecutivos en 2023 y 2024. En 2024 se alzó con el oro en el torneo masculino de golf de los Juegos Olímpicos de París 2024. En 2025 ganó el PGA Championship, disputado en Quail Hollow, Carolina del Norte, con una diferencia de 5 golpes respecto del segundo puesto.
En ese mismo año, también ganó el British Open celebrado en Royal Portrush con una diferencia de 4 golpes, para un total de -17 (68, 64, 67, 68).